# Isacia
De Isacia is een monotypisch geslacht in de familie Haemulidae, orde Baarsachtigen (Perciformes).

## Soorten
- Isacia conceptionis Cuvier, 1830